# 古川敬祐
古川 敬祐（ふるかわ けいすけ、1993年6月17日 - ）は福岡県大野城市出身の陸上競技選手。専門は長距離走。広島国際学院高校、関東学院大学卒業。日清食品グループ陸上競技部退社。